# والچین
والچین (به بلغاری: Valchin) یک منطقهٔ مسکونی در بلغارستان است که در استان بورگاس واقع شده‌است.